# Język chorwacki

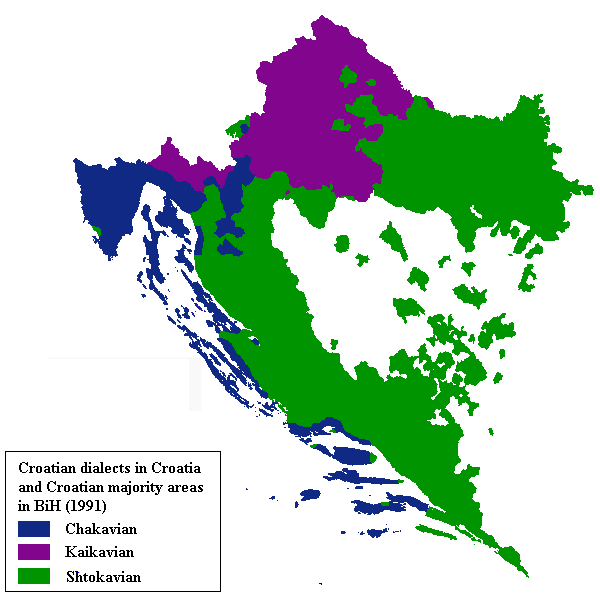
Dialekty j. chorwackiego wraz z dodanym terytorium BiH (rok 1991)

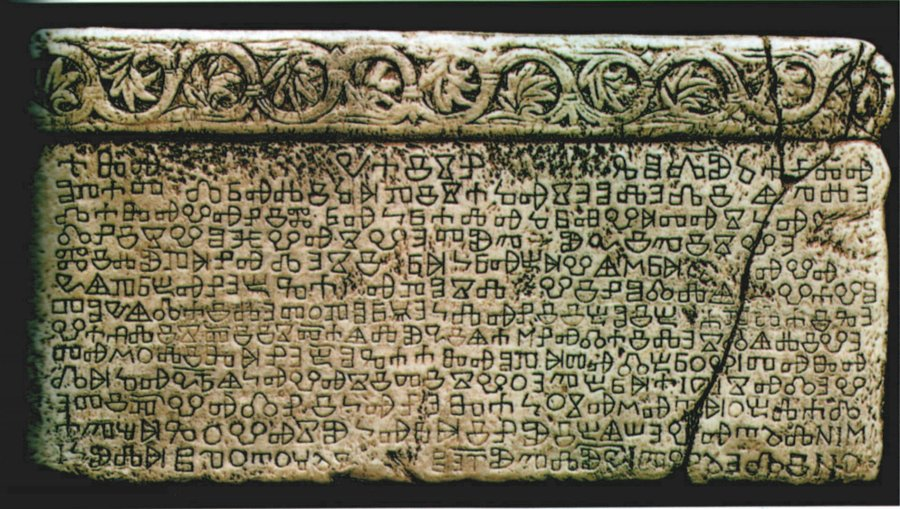
Płyta z Baški, 1100.

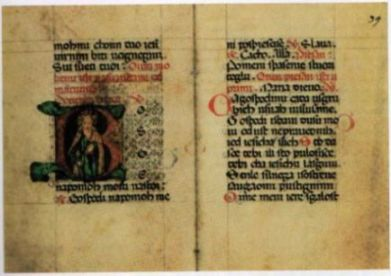
Modlitewnik (1380–1400)

Język chorwacki (chorw. hrvatski jezik) – język indoeuropejski z grupy zachodniej języków południowosłowiańskich, używany przez Chorwatów. Jest językiem urzędowym Chorwacji, a także jednym z trzech języków urzędowych Bośni i Hercegowiny. Jako językiem ojczystym posługuje się nim ponad 5,5 mln osób. Po chorwacku mówi również ludność chorwacka w Serbii, Czarnogórze, Słowenii, Włoszech, Austrii oraz na Węgrzech i Słowacji.
Status języka chorwackiego i kwestia jego odrębności od języka serbskiego stanowią przedmiot kontrowersji politycznej . Oba języki, na poziomie odmian standardowych, są do siebie zbliżone i zachowują dobrą wzajemną zrozumiałość, przy czym serbski charakteryzuje się przywiązaniem do prawosławia i cyrylicy, a chorwacki jest kojarzony z katolicyzmem i pismem łacińskim. Różnice między językami ujawniają się w zakresie słownictwa – serbski i chorwacki wykazują różne preferencje leksykalne, co wynika m.in. z wpływów różnych języków i tym samym odrębnych źródeł zapożyczeń. Najbardziej wyraźne podziały językowe istnieją jednak nie w obszarze języka standardowego, lecz na poziomie silnie zróżnicowanych dialektów regionalnych.
Z punktu widzenia typologii chorwacki należy do kategorii języków fleksyjnych. W zdaniu przeważa szyk SVO (podmiot orzeczenie dopełnienie), przy czym porządek wyrazów jest stosunkowo swobodny. W języku standardowym istnieje siedem przypadków, do których dołącza się przyimki. Do zapisu języka chorwackiego stosuje się zmodyfikowaną formę alfabetu łacińskiego, a jego zasady ortografii mają przede wszystkim charakter fonologiczny. Charakterystyczną cechą ortografii chorwackiej (w odróżnieniu od serbskiej) jest niedostosowywanie postaci graficznej nazw obcych do pisowni chorwackiej. W chorwackim powszechnie stosuje się formy bezokolicznika, co odróżnia ten język od serbskiego, unikającego tych form pod wpływem związków z bałkańską ligą językową.
Status państwowego język chorwacki (wraz z alfabetem łacińskim) otrzymał na mocy konstytucji Republiki Chorwacji z 22 grudnia 1990 r. W 2013 roku chorwacki stał się jednym z języków urzędowych Unii Europejskiej. W Chorwacji panują politycznie umotywowane dążności purystyczne.

## Alfabet
Do zapisu języka chorwackiego używa się dostosowanej formy alfabetu łacińskiego, wzbogaconej o dodatkowe znaki diakrytyczne (zob. alfabet chorwacki). Sposób zapisu został ostatecznie ustalony w XIX w. podczas wielkiej reformy językowej. Alfabet zawiera 30 liter, z czego trzy są dwuznakami. Są to: A, B, C, Č, Ć, D, Dž, Đ, E, F, G, H, I, J, K, L, Lj, M, N, Nj, O, P, R, S, Š, T, U, V, Z, Ž.

## Historia
Pierwsze wzmianki o języku chorwackim sięgają IX wieku, kiedy to język staro-cerkiewno-słowiański został przyjęty jako język liturgii. Język był stopniowo przyswajany do nieliturgicznych celów i stał się znany jako chorwacka wersja języka starosłowiańskiego. Obie wersje języka, liturgiczna i nieliturgiczna, były kontynuowane jako część głagolicy od połowy IX wieku.
Aż do końca XI wieku średniowieczne chorwackie teksty były pisane trzema alfabetami: łacińskim, głagolicą oraz chorwacką cyrylicą, a także w trzech językach: chorwackim, łacińskim oraz starosłowiańskim. Ten ostatni rozwinął się w chorwacki wariant języka cerkiewnosłowiańskiego między XII a XVI wiekiem.

## Sytuacja socjolingwistyczna
Standardowy język chorwacki opiera się na narzeczu sztokawskim, które jest najbardziej rozpowszechnionym dialektem na serbsko-chorwackim obszarze językowym. Na poziomie odmian standardowych (literackich) chorwacki, serbski, bośniacki i czarnogórski bywają traktowane jako odmiany jednego policentrycznego języka standardowego, zwanego serbsko-chorwackim. Rozróżnienie między tymi językami narodowymi opiera się w większej mierze na uwarunkowaniach socjopolitycznych aniżeli czynnikach lingwistycznych. Kwestii odrębności języka chorwackiego przypisuje się ogromne znaczenie ze względu na europejski pogląd o nierozłączności języka i tożsamości narodowej.
Relacja między serbskim a chorwackim bywa porównywana do różnicy między angielszczyzną amerykańską i brytyjską. Różnice między tymi językami bywają uwypuklane i wyolbrzymiane z pobudek politycznych. W Chorwacji dąży się do rugowania pożyczek serbskich i form językowych uchodzących za serbskie. 
Oprócz sztokawszczyzny na terytorium Chorwacji występują dwa kolejne zespoły dialektalne: dialekty kajkawskie i czakawskie, które nie tworzą podstawy żadnego z języków standardowych (choć niegdyś narzecze kajkawskie stanowiło samodzielny język literacki). Dialekty te mają charakter regionalny; są to odmiany silnie odrębne zarówno od gwar sztokawskich, jak i od wywodzącego się z nich języka standardowego. Badacz Roman Szul rozmiar odrębności dialektalnych na terenie Chorwacji porównał wręcz do różnicy między polszczyzną a językiem czeskim. Najbardziej wyraźne podziały językowe na obszarze byłej Jugosławii nie pokrywają się zatem z podziałami narodowymi.
Mianem języka serbsko-chorwackiego w dalszym ciągu określa się wspólną podstawę, na której oparto języki narodowe, przy czym jest to przede wszystkim termin lingwistyczny (nie jest akceptowany w krajach byłej Jugosławii). W Chorwacji powszechny jest pogląd, że język urzędowy Jugosławii, zwany wtedy oficjalnie „serbsko-chorwackim”, był sztucznym tworem politycznym mającym na celu zunifikowanie dwóch odrębnych narodów. W krajach byłej Jugosławii termin ten został zastąpiony określeniami: „język serbski”, „język chorwacki”, „język bośniacki” i „język czarnogórski”. Alternatywna nazwa wspólnej podstawy dialektalnej, na której opierają się języki standardowe, to „sztokawszczyzna literacka” lub „sztokawszczyzna standardowa”.

## Różnice
Rozbieżności występujące między standardami dialektu sztokawskiego – serbskim, chorwackim, bośniackim i czarnogórskim – są niewielkie i nie uniemożliwiają porozumienia między użytkownikami języka. Określane są jako mniej poważne niż różnice między standardowymi wariantami angielszczyzny w Wielkiej Brytanii, Irlandii, USA, Kanadzie, Australii, francuskiego we Francji, Belgii, Kanadzie i Afryce, niemieckiego w Niemczech, Austrii, Szwajcarii, hiszpańskiego w Hiszpanii i Ameryce Łacińskiej, niderlandzkiego w Holandii i Belgii, portugalskiego w Portugalii i Brazylii, hindustańskiego w Indiach i Pakistanie.
Standardowy język chorwacki charakteryzuje się wymową i pisownią ijekawską (związaną z odmiennym rozwojem prasłowiańskiej jaci w języku scs.) i wyłącznym użyciem alfabetu łacińskiego. Istnieje także zasadnicza różnica w zakresie składni: w serbskim rzadko używa się bezokolicznika, a zamiast tego występuje konstrukcja „da + czasownik odmieniony” (tzw. dakavica). Między serbskim a chorwackim występuje także znaczna liczba różnic leksykalnych. Przykładowe różnice w słownictwie serbskim i chorwackim przedstawiono w poniższej tabeli.
| Polski             | Język chorwacki   | Język serbski                         |
| ------------------ | ----------------- | ------------------------------------- |
| porównanie         | usporedba         | поређење (poređenje)                  |
| Europa             | Europa            | Европа (Evropa)                       |
| Holandia           | Nizozemska        | Холандија (Holandija)                 |
| Włosi              | Talijani          | Италијани (Italijani)                 |
| wszechświat        | svemir            | васиона (vasiona)                     |
| kręgosłup          | kralježnica       | кичма (kičma)                         |
| powietrze          | zrak              | ваздух (vazduh)                       |
| wychowanie         | odgoj             | васпитање (vaspitanje)                |
| tydzień            | tjedan            | седмица (sedmica)                     |
| historia           | povijest          | историја (istorija)                   |
| spodnie            | hlače             | панталоне (pantalone)                 |
| brzuch             | trbuh             | стомак (stomak)                       |
| nauka              | znanost           | наука (nauka)                         |
| osobiście          | osobno            | лично (lično)                         |
| osoba              | osoba             | лице (lice)                           |
| Narody Zjednoczone | Ujedinjeni Narodi | Уједињене Нације (Ujedinjene Nacije)  |
| chleb              | kruh              | хлеб (hleb)                           |
| sztuczny           | umjetan           | вештачки (veštački)                   |
| krzyż              | križ              | крст (krst)                           |
| demokracja         | demokracija       | демократија (demokratija)             |
| wyspa              | otok              | острво (ostrvo)                       |
| oficer             | časnik            | официр (oficir)                       |
| ruch uliczny       | cestovni promet   | друмски саобраћај (drumski saobraćaj) |
| autostrada         | autocesta         | аутопут (autoput)                     |
| długość            | duljina           | дужина (dužina)                       |
| związek            | udruga            | удружење (udruženje)                  |
| fabryka            | tvornica          | фабрика (fabrika)                     |
| ogólnie            | opće              | опште (opšte)                         |
| Chrystus           | Krist             | Hrist (Христ), Христoс (Hristos)      |
| przepraszam        | oprosti           | извини (izvini)                       |

Chorwacja ma purystyczną politykę językową. Powstała z ogólnej atmosfery nacjonalizmu, którą ogarnięte były elity intelektualne.